# Раупах, Герман Фридрих
Герман Фридрих Ра́упах (нем. Hermann Friedrich Raupach; 21 декабря 1728, Штральзунд — 10 декабря 1778, Санкт-Петербург) — немецкий композитор и клавирист. Сын и ученик штральзундского органиста Кристофа Раупаха (1686—1744), племянник историка церкви Бернхарда Раупаха.

## Биография
В 1755 г. поступил на русскую императорскую службу в качестве «клавицынбалиста», ассистента Винченцо Манфредини. В 1759-61 гг. капельмейстер придворной «Италианской кампании» в Петербурге. Сочинил оперу «Альцеста» (либретто А. П. Сумарокова; премьера в Петергофе, 1758), которая считается второй в истории оперой на русском языке (после оперы Ф. Арайи «Цефал и Прокрис»). «Альцеста», написанная «в италианском вкусе» (Я. Штелин), была весьма популярна в Петербурге и неоднократно возобновлялась на оперной сцене до 1770-х гг.
В 1762—1768 гг. Раупах жил и работал в Париже, где в 1762 опубликовал Шесть сонат для клавира и скрипки. Темы этих сонат использовал В. А. Моцарт в своих ранних клавирных концертах (№ 1 KV 37, № 2 KV 39 и № 4 KV 41).
В 1768 году Раупах вернулся в Петербург, где занял пост второго капельмейстера и «композитора балетной музыки» Придворного оркестра. Балетная музыка Раупаха (не сохранилась) представляла собой, главным образом, вставки в оперы других композиторов (особенно Т. Траэтты), но также и самостоятельные сценические произведения. В эти годы Раупах написал оперу «Добрые солдаты» (либретто Михаила Хераскова), премьера которой состоялась в Вольном российском театре Петербурга уже после смерти композитора, в 1780 году.
С 1777 Раупах руководил музыкальными классами Академии художеств в Петербурге, где преподавал композицию, пение и игру на инструментах. Учениками Раупаха были русские композиторы П. А. Скоков и Е. И. Фомин.

## Оперы
- «Альцеста» (Altsesta)
- «Геркулес» (Gerkules)
- «Сирой, царь персидский» (Siroe, re di Persia)
- «Добрые солдаты»